# California Pacific Airlines
California Pacific Airlines war eine Fluggesellschaft mit Sitz in Carlsbad (Kalifornien), Vereinigte Staaten.

## Geschichte
Das Unternehmen wurde von Ted Vallas gegründet, einem Luftfahrtunternehmer, der in den frühen 1980er Jahren eine ähnliche Firma in San Diego in Form von Air Resorts Airlines betrieb. Dieses Unternehmen wurde von der örtlichen Stadtverwaltung aufgrund von Protesten von Anwohnern geschlossen, die in der Nähe des Flughafens wohnten und möglichen Lärm befürchteten.
Von 2009 bis 2017 kämpfte die Fluggesellschaft um die Zertifizierung durch die FAA sowie darum, eine Flotte und Strecken zu sichern. Ein Durchbruch gelang schließlich Ende 2017, als die Fluggesellschaft ADI Aerodynamics, eine kleine Fluggesellschaft, erwarb. Dieser Kauf gab ihr die volle FAA-Zertifizierung, eine Flotte von vier Embraer EMB-145 und einen fast abgelaufenen Essential Air Service-Vertrag (EAS) zwischen dem Denver International Airport und Pierre und Watertown, South Dakota.
Im Jahr 2018 erneuerte das Unternehmen seinen EAS-Vertrag, erhielt die Genehmigung vom San Diego County, kommerzielle Dienste zu betreiben, und plante seine ersten Strecken. Die Fluggesellschaft nahm offiziell ihren ersten kommerziellen Dienst im November 2018 mit Nonstop-Flügen zwischen dem McClellan–Palomar Airport in Carlsbad, Kalifornien, und mehreren Zielen im Südwesten der Vereinigten Staaten auf.
Im Dezember 2018 gab California Pacific Airlines bekannt, dass sie ihren Flugbetrieb an der Westküste vorübergehend einstellt. Der EAS-Betrieb der Fluggesellschaft war nicht betroffen. Im Januar 2019 wurde auch der EAS-Betrieb eingestellt, wodurch die Städte Pierre und Watertown in South Dakota ohne kommerziellen Flugdienst zurückblieben. Schließlich wurden diese Strecken an SkyWest Airlines abgetreten, die für United Express operierte.
Im Juni 2020 entschied ein Bundesbezirksgericht in Oregon nach einem Gerichtsverfahren, dass Vallas es versäumt habe, den ehemaligen Eigentümer von ADI für die Fluggesellschaft zu bezahlen. Im Oktober 2020 erließ das US-Verkehrsministerium eine Anordnung, mit der das Luftbetriebszertifikat der Fluggesellschaft dauerhaft widerrufen wurde.

## Flugziele
Angeflogen wurden neben den EAS-Zielen Phoenix, Las Vegas, Carlsbad, San José und Reno.

## Flotte
Mit Stand Dezember 2018 bestand die Flotte aus fünf Flugzeugen
| Flugzeugtyp     | Anzahl | Bestellungen | Sitzplätze | Notes                      |
| --------------- | ------ | ------------ | ---------- | -------------------------- |
| Embraer EMB-135 | -      | 1            | 30         |                            |
| Embraer EMB-145 | 4      | 2            | 50         | von Aerodynamics Inc.(ADI) |
| Embraer ERJ-170 | 1      | -            | 72         |                            |
| Gesamt          | 5      | -            |            |                            |